# Petri Gábor
Petri Gábor, Spitz (Budapest, 1914. február 6. – Szeged, 1985. július 23.) állami díjas magyar orvos, sebész, politikus, egészségpolitikus, az orvostudomány doktora, a Magyar Tudományos Akadémia rendes tagja, az MTA Orvosi Tudományok Osztályának elnöke. A magyarországi kísérletes sebészet iskolateremtő alakja volt, jelentős munkásságot fejtett ki a műtéti kórélettan terén, valamint többek között a hasüregi és mellkassebészeti eljárások kapcsán. Nevéhez fűződik az első magyarországi vesetranszplantáció elvégzése (1962). 1951-től 1984-ig vezette a Szegedi Orvostudományi Egyetem sebészeti anatómiai és műtéttani intézetét, 1958-tól 1980-ig pedig sebészeti klinikáját is. 1958–1962 között és 1975–1984 között a tanintézet rektora volt.
1969-től haláláig tagja volt a Magyar Népköztársaság Elnöki Tanácsának, és részt vett az orvosok szakszervezetének vezetésében is.

## Életútja
Spitz Mór fakereskedő és Pollák Flóra fiaként született. Középiskolai tanulmányait 1923 és 1931 között a Budapest-Fasori Evangélikus Gimnáziumban végezte. 1931–1932-ben a grazi Károly–Ferenc Egyetemen, majd 1932-től a pécsi Erzsébet Tudományegyetemen folytatott orvosi tanulmányokat, oklevelét a pécsi orvosi karon szerezte meg 1937-ben. 1937-től 1939-ig a fővárosi Szent István Kórházban dolgozott díjtalan gyakornokként, 1939-től pedig a Pesti Izraelita Hitközség Szabolcs Utcai Közkórházának sebészeti osztályán tevékenykedett segédorvosként. Időközben 1942-ben sebészi, 1945-ben pedig műtősebészi szakképesítést szerzett. 1943 és 1945 között munkaszolgálatot teljesített.
1945-ben hívták meg a Szegedi Tudományegyetem sebészeti klinikájára díjtalan gyakornoknak. A következő évtől már díjtalan tanársegédként, 1947 után adjunktusként folytatta az oktató- és klinikai munkát. 1951-ben a sebészeti kórtan tárgyköréből egyetemi magántanárrá habilitált, egyúttal tanszékvezető egyetemi docensi címmel kinevezték az önállósult Szegedi Orvostudományi Egyetem sebészeti anatómiai és műtéttani intézetének (mai neve Sebészeti Műtéttani Intézet) vezetőjévé. 1953 és 1958 között egyetemi tanári címmel irányította az intézeti munkát, 1957–1958-ban pedig fél éven át ideiglenes megbízással a Pécsi Orvostudományi Egyetem sebészeti klinikáját is vezette. 1958-tól 1981-ig a szegedi sebészeti klinika (1970 után I. számú sebészeti klinika), majd 1983-ig a sebészeti műtéttani intézet igazgatója volt tanszékvezető egyetemi tanári címmel. Két alkalommal, 1958 és 1962, valamint 1975 és 1984 között a Szegedi Orvostudományi Egyetem rektori tisztségét is betöltötte.
Szakmai életútjával párhuzamosan szerepet vállalt a közéletben, az egészségügy-politika alakításában és az orvosképzés fejlesztésében is. 1963-tól országgyűlési képviselő, 1969-től 1985-ben bekövetkezett haláláig tagja volt a Magyar Népköztársaság Elnöki Tanácsának, valamint részt vett az Orvos-egészségügyi Dolgozók Szakszervezetének központi vezetőségi munkájában is.
Házastársa Pál Margit tanár volt, aki 1976-ban a szegedi József Attila Tudományegyetem adjunktusaként ment nyugdíjba. Két gyermekük (Petri András, Petri Klára) szintén az orvosi pályát választották.
A szegedi Belvárosi temetőben nyugszik (XVII – díszsírhely 30/31).

## Munkássága
Orvosi tevékenységének fő irányait a sebészeti kórélettan és anatómia, a hasüregi és mellkassebészet terén kifejtett munkássága adta. A sebészeti élettan területén behatóan foglalkozott a műtéti előkészítés több kérdésével, a vérzéses műtéti sokkal, a szervezet kihűlésével (hipotermia), az operáción átesett betegek endokrin rendszerének anyagcseréjével, víz- és elektrolit-háztartásával (diurézis), és az ezekben fellépő rendellenességek kezelésével. Több eljárást dolgozott ki a hasüregi sebészet és gyógyszeres kezelés (gyomor- és nyombélfekély, bélelzáródás, gyomordaganat), a kardiológiai mellkasi műtétek, a sebészeti hematológia és endokrinológia, továbbá a szervátültetés, illetve a transzplantációs immunológia kapcsán. Kandidátusi értekezését 1952-ben védte meg, 1972-ben pedig az orvostudomány doktora lett. Akadémiai székfoglalóit A paralitikus ileus szimpatikus idegrendszeri vonatkozásai (1977), illetve A sebészet biztonságáról (1983) címen tartotta meg.
Számottevő eredményeket ért el a vezetése alatt álló klinika szakmai–tudományos fejlesztésében. 1959-ben mellkassebészeti osztályt, 1970-ben pedig műveseállomást és nefrológiai részleget létesített az intézményben. A klinika befogadóképességét 178 ágyasra bővítette, s szervezőmunkájának köszönhetően nyílhatott meg 1970-ben a Szegedi Orvostudományi Egyetem II. számú sebészeti klinikája. 1962-ben Németh András és Petri vezetésével végezték el Magyarország első veseátültetését, de szintén az általa vezetett szegedi intézményé a hazai elsőség a nyelőcsőpótlás, légcső-helyreállítás (tracheareszekció), fejverőér-operáció (carotisendarterektómia) kapcsán.

### Társasági tagságai és elismerései
1976-ban a Magyar Tudományos Akadémia levelező, 1982-ben rendes tagjává választották, 1980-tól haláláig volt az V. Orvosi Tudományok Osztályának elnöke, egy évtizeden át vezette a Tudományos Minősítő Bizottság munkáját. 1972-től 1975-ig elnökként irányította a Magyar Sebésztársaság munkáját, valamint alelnöke volt a Magyar Nephrologiai Társaságnak, tiszteleti tagja a Magyar Urológusok Társaságának, elnöke a Magyar Orvostársaságok és Egyesületek Szövetségének.
Számos külföldi tudományos társaság munkájában közreműködött. 1971-től levelező tagként vett részt a Német Sebészeti Társaság és a Görög Sebészeti Társaság tevékenységében, tiszteleti taggá választotta a Lengyel Sebészeti Társaság (1972), a Német Demokratikus Köztársaság Sebészeti Társasága (1972), a Csehszlovák Sebészeti Társaság (1976), a Bolgár Sebészeti Társaság (1979), valamint tiszteleti tagja volt a londoni Királyi Sebészeti Akadémiának, a Jan Evangelista Purkyně Csehszlovák Orvostudományi Társaságnak, a chicagói Nemzetközi Sebészkollégiumnak (ICS), a genfi Nemzetközi Sebészeti Társaságnak (ISS), a Nemzetközi Kardiológiai Társaságnak (ISC) és a montreali Transzplantációs Társaságnak
Sebészi tevékenysége elismeréseként és a szegedi I. számú sebészeti klinika élén végzett intézményfejlesztői munkájáért 1973-ban megkapta az Állami Díj második fokozatát. 1967-ben Hőgyes Endre-emlékérmet, 1968-ban Balassa János-emlékérmet, 1970-ben Jancsó Miklós-emlékérmet, 1982-ben Pólya Jenő-emlékérmet, 1984-ben Kiváló Orvos kitüntetést kapott, továbbá kitüntették a Purkyně- és a Semmelweis-emlékéremmel is. Emellett birtokosa volt a Munka Érdemrendnek (1962), a Magyar Népköztársaság Zászlórendje második fokozatának (1974), valamint a Magyar Népköztársaság babérkoszorúval ékesített Zászlórendjének (1984).
A Szegedi Tudományegyetem Általános Orvostudományi Kar Tanácsa 2016-ban határozatot hozott az egyetem új klinikai tömbjének Petri Gábor Klinikai Tömb néven való elnevezéséről.

## Főbb művei
- A gyomor- és nyombélfekély keletkezéséről és sebészi gyógyításának alapelveiről. Szeged. 1947
- Általános sebészet. Szeged. 1951
- A műtéti előkészítés és a műtét utáni kezelés anyagcserevonatkozásai. Budapest. 1964 (Kovács Gáborral)
- Sebészet, orvosképzés, egészségpolitika: Válogatás Petri Gábor beszédeiből és írásaiból, 1961–1983. Szerk. Boros Mihály et al. Szeged. 1984
- Gyászbeszédek és megemlékezések a Szegedi Orvostudományi Egyetemen. Szeged. 1984
- A sebészet biztonsága. Budapest. 1985 (akadémiai székfoglalója)

## További irodalom
- Kovács Gábor: Dr. Petri Gábor. Orvosi Hetilap 1985
- Kulka Frigyes: Petri Gábor. Magyar Tudomány 1986
- Nagy Sándor: Dr. Petri Gábor 1914-1985. Kísérletes  Orvostudomány  32:1-2. 1986
- Nagy Sándor: Száz éve született Petri Gábor sebészprofesszor, rektor, akadémikus. Délmagyarország 2014. február 6.
- Nagy Sándor: Száz éve született Petri Gábor professzor. Magyar Sebészet 67:56-57, 2014
- Petri Gábor sebészprofesszor: Tanítványok és munkatársak visszaemlékezései. Szerk. Gervain Mihály. Szeged. 1987
- Petri Gábor-emlékszám. Orvosképzés 1990. 3. sz.
- Baradnay Gyula: Emlékezés Petri Gáborra. Orvosi Hetilap 1996. 19. sz.
- Szegedi sebészek hálózatban